# 格热戈日·科托维奇
格热戈日·科托维奇（波蘭語：Grzegorz Kotowicz，1973年8月6日—），波兰男子皮划艇运动员。他曾代表波兰参加1992年、1996年和2000年夏季奥林匹克运动会皮划艇比赛，获得二枚铜牌。